# Lucas Reiber
Lucas Reiber (né le 4 octobre 1993 à Berlin) est un acteur allemand.

## Filmographie

### Cinéma

#### Longs métrages
- 2010 : Rock It! (de) de Mike Marzuk : Marc
- 2011 : Klarer Fall für Bär (de) d'Olaf Kreinsen : Benjamin Bielmann
- 2011 : Einer wie Bruno (de) de Anja Jacobs : Benny Schmidtbauer
- 2012 : Si papa nous voyait (de) de Wolfgang Dinslage : Kai
- 2012 : Lore de Cate Shortland : un soldat allemand
- 2015 : Un prof pas comme les autres 2 (Fack Ju Göhte 2) de Bora Dagtekin : Étienne
- 2015 : Verrückt nach Fixi (de) de Mike Marzuk : Jannis
- 2015 : Becks letzter Sommer (de) de Frieder Wittich : Andy Shevantich
- 2017 : Un prof pas comme les autres 3 (Fack Ju Göhte 3) de Bora Dagtekin : Étienne

#### Courts métrages
- 2011 : Warzenputtel de Martin Muser et Olivier Philipp : Sid
- 2011 : Kinderspiel (de) de Lars Kornhoff : le petit ami de Vanessa

### Télévision

#### Séries télévisées
- 2010-2012 : Crime.De : Tristan (2 épisodes)
- 2011 : Notruf Hafenkante (de) : Lukas (1 épisode)
- 2011 : Le Journal de Meg (Doctor's Diary) : Marc Meier jeune (4 épisodes)
- 2013 : Brigade du crime (SOKO Leipzig) : Jolle Strand (1 épisode)
- 2013 : Le Renard (Der Alte) : Lukas Kroesinger (1 épisode)
- 2013 : Heldt (de) : Manuel (1 épisode)
- 2013 : Das Adlon. Eine Familiensaga (de) (mini-série) : Page Raphael (1 épisode)
- 2014 : Herzens brecher : Konstantin Bergers (1 épisode)
- 2015-2017 : Soko brigade des stups : Matti Fauser / Boris Neubert jeune (2 épisodes)
- 2014-2016 : Binny et le Fantôme (Binny und der Geist) : Niklas (3 épisodes)
- 2015 : Die Himmelsleiter (mini-série) : Bruno Zettler (2 épisodes)
- 2016 : Club der roten Bänder (de) : Victor (3 épisodes)
- 2016 : Der Urbino-Krimi: Die Tote im Palazzo (de) (mini-série) : Fabio Soltare (1 épisode)
- 2017 : Berlin section criminelle (Der Kriminalist) : Florian Friedland (1 épisode)
- 2017 : Die Spezialisten – Im Namen der Opfer (de) : Ulf Wiebold (1 épisode)

#### Téléfilms
- 2010 : Ken Folletts Eisfieber (de) de Peter Keglevic : Greg
- 2014 : Zwei mitten im Leben de Peter Gersina : Henry
- 2014 : Sprung ins Leben de Matthias Steurer : Sébastian Jäger
- 2015 : Prinzessin Maleen (de) de Matthias Steurer : Peter
- 2015 : Die Mutter des Mörders de Carlo Rola : Matis